# Луций Калпурний Пизон Фруги (узурпатор)
Вижте пояснителната страница за други личности с името Луций Калпурний Пизон Фруги .
Луций Калпурний Пизон Фруги (на латински: Lucius Calpurnius Piso Frugi; † 261 г.) e узурпатор против император Галиен.

## Биография
Произлиза от клон Пизон Фруги на фамилията Калпурнии.
През 261 г. Макриан Старши дава нареждане на Пизон да се бори против узурпатора Валент Солонийски в Ахея. Пизон се провъзглася в Тесалия също за император. Вероятно е убит от войниците на Валент.